# 英泰互不侵犯條約
英泰互不侵犯條約（英語：Anglo-Thai Non-Aggression Pact）由英國政府與泰國政府於1940年6月12日在泰國首都曼谷締結。英泰互不侵犯條約是英國外交政策的一部分，其主要目的在於避免以武力抵抗大日本帝國在東亞的侵略行動，因為泰國即將成為日本的盟友。 
英國政府與泰國政府於1940年8月31日在曼谷交換了英泰互不侵犯條約的批准書，該條約於同日生效。
英泰互不侵犯條約的效力期限為五年，除非該條約被延長。該條約於1941年6月6日在國際聯盟條約彙編中註冊。
儘管有該條約，泰國還是於1942年1月25日對英國宣戰。

## 背景
1937年日本侵華後，英國政府反對日本的擴張主義政策，然而此時英國無意在亞洲對日本動武，尤其是在天津事件之後。因此，英國政府制定了一項政策，即避免以軍事手段來對抗日本政府。
1940年7月18日，英國接受日本的要求，關閉滇緬公路三個月，停止向中國提供戰爭物資。此時泰國政府開始欲與日本結盟，因此英國政府與泰國在曼谷締結英泰互不侵犯條約，以免激怒日本。 

## 條約內容
英泰互不侵犯條約規定英泰兩國政府不會相互發動戰爭，同時規定如果英國或泰國對第三國實施侵略行為，則該條約中止。該條約中英泰兩國政府承諾不破壞對方對其領土的控制。 